# تجارب الطفولة السلبية بين الأمريكيين من أصل إسباني ولاتيني
تجارب الطفولة السلبية تُعرف بأنها تجارب خطيرة ومؤلمة، مثل الإساءة، الإهمال، التعرض للعنف، تعاطي المواد المخدرة، وغيرها من الأحداث أو المواقف الضارة التي تحدث داخل منزل الطفل أو بيئته.
للأسف، فإن التعرض لتجارب الطفولة السلبية داخل مجتمع الطفل أمر شائع جداً في الأسر والأحياء ذات الدخل المنخفض، حيث يعيش حوالي 43% من الأطفال في الولايات المتحدة الأمريكية في أسر ذات دخل منخفض. تم التعرف على تجارب الطفولة السلبية لأول مرة من قبل مراكز السيطرة على الأمراض والوقاية منها ودراسة تجارب الطفولة السلبية التي أجرتها مؤسسة كايزر بيرماننتي في الفترة من 1995 إلى 1997، حيث تم فحص تجارب الطفولة السلبية وربطها بالرفاهية في الحياة لاحقاً.
مع تعرض طفل من بين كل أربعة لأحداث مؤلمة محتملة أو لمشاهدتها، فإن الأطفال الذين ينشأون في بيئة غير آمنة معرضون لخطر تطوير نتائج صحية سلبية، تؤثر على نمو الدماغ، والجهاز المناعي، وأنظمة التنظيم.
أظهرت أبحاث إضافية عن تجارب الطفولة السلبية أن الأطفال الذين يمرون بها أكثر عرضة من أقرانهم في نفس العمر لمواجهة تحديات في الوظائف البيولوجية والعاطفية والاجتماعية والإدراكية. كما أن الأطفال الذين تعرضوا لتجربة طفولة سلبية معرضون أكثر لخطر إعادة التعرض للصدمات أو معاناة عدة تجارب سلبية. كمية وأنواع تجارب الطفولة السلبية يمكن أن تسبب تأثيرات سلبية كبيرة وتزيد من خطر التداخلات السلوكية الداخلية والخارجية لدى الأطفال.
حتى الآن، لا يزال هناك بحث محدود حول كيفية تأثير تجارب الطفولة السلبية على الأطفال اللاتينيين. حتى عام 2019، كان هناك ما يقرب من 61 مليون شخص من أصل لاتيني في الولايات المتحدة الأمريكية.
ومع كون السكان اللاتينيين واحدة من أكبر الأقليات داخل الولايات المتحدة، فمن الضروري دراسة كيف تؤثر تجارب الطفولة السلبية سلباً على تطور الأطفال اللاتينيين وتطوير طرق لتقليل معدل تعرض هذه الفئة من السكان لهذه التجارب.

## تجارب الصدمة بين الأمريكيين اللاتينيين
عندما يتعلق الأمر بالصدمة، فإن الأطفال اللاتينيين معرضون لخطر أعلى، يقارب الضعف، مقارنة بأقرانهم البيض في التعرض لتجارب الطفولة السلبية. كما أنهم معرضون بشكل أكبر لتطوير اضطراب ما بعد الصدمة أو أعراض اضطراب ما بعد الصدمة بسبب التحديات المتزايدة التي تواجهها هذه العائلات. تشمل التحديات الهجرة، التمييز، العنف، الوضع الاجتماعي والاقتصادي المنخفض، تعاطي الكحول والمواد المخدرة.
العديد من الأطفال اللاتينيين المولودين في الولايات المتحدة لديهم أحد الوالدين من مواليد الخارج ويُعتبر مهاجرًا غير قانوني، مما يطرح العديد من التحديات للعائلة. الأطفال الذين هاجروا إلى الولايات المتحدة مع عائلاتهم معرضون بشكل أكبر لتجارب صادمة، حيث يميلون إلى تجربة الصدمة في بلدهم الأصلي وأثناء الهجرة والاستقرار في الولايات المتحدة. الأطفال الذين لديهم آباء غير موثقين، تزيد فرص تعرضهم لتجارب الطفولة السلبية لأنهم قد يشهدون اعتقال أو احتجاز أو ترحيل آبائهم بسبب وضعهم غير القانوني. مع زيادة الضغوط التي تواجهها العائلات اللاتينية بسبب التحديات المذكورة، هناك خطر أكبر لانخراطهم في العصابات، التعرض لتعاطي المواد المخدرة، المشكلات النفسية، ممارسات التربية الضارة، والصعوبات الطبية.
يميل الآباء اللاتينيون الذين هاجروا إلى الولايات المتحدة إلى أن يكونوا أقل تعليمًا ولا يتحدثون أو يفهمون اللغة الإنجليزية بطلاقة. هذه الحواجز تقلل من فرصهم في الحصول على وظائف مستقرة وذات أجور جيدة، مما يزيد من خطر الوضع الاجتماعي والاقتصادي المنخفض بين هذه الفئة. مع زيادة الحواجز المتعلقة باللغة والتعليم والوضع الاجتماعي والاقتصادي المنخفض، قد تزداد ضغوط العائلات اللاتينية بسبب عدم تمكنهم من الوصول إلى موارد مثل مساعدات الغذاء، التغطية الصحية، والدعم النفسي، مما يزيد من احتمال تعرضهم لتجارب الطفولة السلبية. هناك أبحاث محدودة حول كيفية تأثير تجارب الطفولة السلبية على أطفال العائلات اللاتينية لأن العديد منها قد لا يُبلغ عنها خوفًا من الترحيل أو الانفصال عن الأطفال.
يُعد العنف الحميمي والمنزلي مثالًا آخر على تجارب الطفولة السلبية التي تواجهها العديد من العائلات اللاتينية. ضمن هذه الفئة، الأدوار الجندرية محددة وواضحة داخل الديناميكية العائلية. من المتوقع ثقافيًا أن يظهر الرجال كأشخاص أقوياء ومهيمنين بينما تكون النساء خاضعات ومضحيات.
بسبب هذه الأدوار الجندرية ونقل هذه الأدوار الثقافية، تميل النساء إلى الخضوع لقوة شريكهن وتحمل أشكال مختلفة من العنف. بالنسبة للعديد من النساء اللاتينيات، لا يتم الإبلاغ عن حوادث العنف المنزلي بسبب الخوف من التأثير على تماسك الأسرة، تدخل الشرطة، الترحيل، ومشاعر العار، الإحراج، والنقد الذي قد يتعرضن له من الأسرة الممتدة والمجتمع.
أظهرت دراسة طولية أن 45% من الإناث و50% من الذكور أفادوا بأنهم شهدوا عنفًا جسديًا بين والديهم خلال طفولتهم. مع زيادة العنف المنزلي الملحوظ في المنزل، من المرجح أن يعبر الأطفال اللاتينيون عن مهارات مواجهة غير صحية أو يطورونها ويستمروا في نقل العنف في علاقاتهم الخاصة.
الأطفال اللاتينيون الذين يمرون بتجارب طفولة سلبية مثل السجن، سوء المعاملة، والصدمات بين الأشخاص معرضون بشكل أكبر لخطر الإصابة باضطرابات تعاطي المواد المخدرة في حياتهم اللاحقة. تشير الأبحاث إلى أن الأطفال اللاتينيين الذين يختبرون سجن أحد أفراد الأسرة معرضون لخطر زيادة الشرب المفرط، استخدام الماريجوانا، والعواقب السلبية لتعاطي المواد المخدرة في مرحلة البلوغ المبكر. الذين لا يختبرون سجن أحد أفراد الأسرة لكن يواجهون تراكم تجارب الطفولة السلبية معرضون أيضًا لخطر متزايد للإدمان على التدخين. الأطفال اللاتينيون الذين يعانون من سوء المعاملة هم أكثر عرضة بنسبة 23% لتعاطي الكحول بشكل إشكالي في مرحلة البلوغ.

## العوامل الوقائية لتجارب الطفولة السلبية
العوامل الوقائية هي المتغيرات داخل الفرد أو مجتمعه التي تساعد في تعزيز رفاهيته ضد الشدائد. على الرغم من أن العائلات اللاتينية معرضة لخطر التعرض لمزيد من تجارب الطفولة السلبية، تشير الأبحاث إلى أن القيم الثقافية اللاتينية يمكن أن تكون عوامل وقائية ضد تجارب الطفولة السلبية والصدمات طويلة الأمد. القيم الثقافية هي المعتقدات القوية، والتقاليد، والقيم التي يتمسك بها اللاتينيون بقوة ضمن ثقافتهم. تشمل القيم الثقافية القيم التقليدية مثل الاحترام، والدين، والأدوار الأسرية والجندرية. تُعتبر هذه القيم الثقافية ذات مكانة عالية في الثقافة اللاتينية ويتم تعزيزها منذ الصغر؛ وبدون هذه القيم قد تواجه العائلات مستويات متزايدة من الخلل الوظيفي. يجب على الوالدين نقل القيم الثقافية لأطفالهم للحفاظ على استمرار الثقافة. كما يتعلم الأطفال قيم الثقافة من خلال التنشئة الاجتماعية مع أفراد العائلة الممتدة.
ضمن السكان اللاتينيين، يتجسد التماسك العائلي في القيمة الثقافية التقليدية المعروفة بالعائلية. في الثقافة اللاتينية، تشير العائلية إلى الروابط العاطفية والدعم المتبادل بين أفراد الأسرة، مما يؤدي إلى وظيفة عائلية إيجابية. ضمن الثقافة اللاتينية، يجب على العائلات التماسك والاعتماد على الأسرة، سواء القريبة أو الممتدة، كنظام دعم، مما يضمن بقاء الأطفال بصحة جسدية ونفسية من خلال التفاعلات الاجتماعية والارتباطات الآمنة مع أفراد العائلة. مع زيادة الدعم، يمكن تقليل خطر التوتر الوالدي الذي يعاني منه الآباء اللاتينيون، مما يقلل من فرص التعرض لتجارب الطفولة السلبية. يمكن التعرف على التماسك العائلي كعامل وقائي. على سبيل المثال، وجدت إحدى الدراسات أن التوجه العائلي القوي بين العائلات اللاتينية ساهم في تحقيق نجاح دراسي أعلى للأطفال اللاتينيين.
تشير الأبحاث إلى أن التماسك العائلي العالي يقلل من خطر التعرض للعنف والنتائج السلبية على الصحة النفسية في مرحلة المراهقة والبلوغ.[ ومع ذلك، بالنسبة لبعض العائلات اللاتينية، قد لا يكون التماسك العائلي ذا أهمية كبيرة، مما قد يكون ضارًا بالديناميكية العائلية عند وجود تجارب الطفولة السلبية. أولئك الذين لا يتمتعون بمستويات تماسك كافية في بيئاتهم هم أكثر عرضة لتجربة نتائج سلبية على الصحة النفسية مثل الاكتئاب، والقلق، والأعراض الذهانية. يمكن أن تؤدي تجارب الطفولة السلبية إلى زيادة الضيق العاطفي والنفسي لدى الآباء، مما قد يؤثر سلبًا على التماسك العائلي. لهذا السبب، من الضروري دراسة كيف تؤثر تجارب الطفولة السلبية سلبًا على التماسك العائلي ضمن السكان اللاتينيين.